# Stef Burns

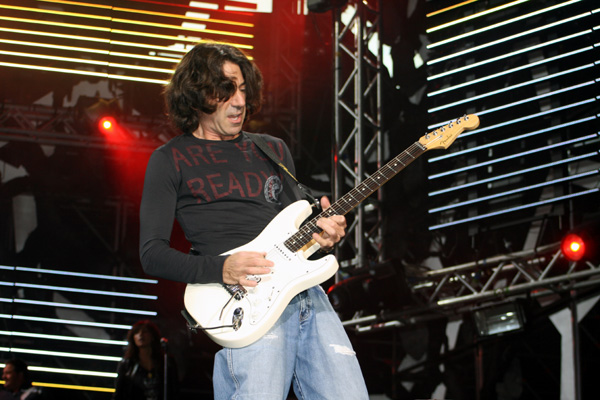
Stef Burns (2007)

Stef Burns (geboren 26. Juni 1959 in Oakland) ist ein US-amerikanischer Musiker. Er ist Gitarrist der Band Huey Lewis & the News, bei der er im Jahr 2000 den damals ausgestiegenen Chris Hayes ersetzte.

## Biografie
Stef Burns erlernte das Gitarrenspiel auf dem Instrument seines Vaters, als er sechs Jahre alt war. Als Jugendlicher war er Mitglied mehrerer Coverbands, mit denen er die Lieder von Lynyrd Skynyrd, Led Zeppelin, Deep Purple, und der Marshall Tucker Band spielte.
Als professioneller Musiker spielte er dann unter anderem für Pablo Cruise, Sheila E., Berlin, Michael Bolton und Alice Cooper, bevor er Mitglied der Band um Huey Lewis wurde. Neben seiner festen Zugehörigkeit zu dieser Band arbeitet er weiterhin für andere Künstler.
Außerdem produziert er auch Musik für Werbespots und Filmproduktionen.

## Diskografie
eigene Werke
- Swamp Tea (1996)
- Bayshore Road (2005)
- World, Universe, Infinity (2008)

mit Huey Lewis & the News
- Plan B (2001)
- Live at 25 (2005)
- Soulsville (2010)

mit Alice Cooper
- Hey Stoopid (1991)
- The Last Temptation (1996)

mit Y & T
- Ten (1990)
- Musically Incorrect (1995)
- Endangered Species (1997)

mit Sheila E.
- Romance 1600 (1985)
- Sheila E. (1987)